# Meike Babel
Meike Babel (Langen, 22 novembre 1974) è un'ex tennista tedesca.

## Carriera
In carriera ha vinto un titolo di doppio, l'Istanbul Cup nel 1998, in coppia con Laurence Courtois. Nei tornei del Grande Slam ha ottenuto il suo miglior risultato raggiungendo il terzo turno nel singolare agli Australian Open nel 1993 e nel 1995 e all'Open di Francia nel 1997, e nel doppio all'Open di Francia nel 1998.
In Fed Cup ha disputato un totale di 6 partite, collezionando 3 vittorie e 3 sconfitte.

## Statistiche

### Singolare

#### Finali perse (3)
| Numero | Anno             | Torneo                     | Superficie  | Avversaria in finale | Punteggio     |
| 1.     | 10 maggio 1992   | Belgian Open, Waregem      | Terra rossa | Wiltrud Probst       | 2-6, 3-6      |
| 2.     | 18 luglio 1993   | I. ČLTK Prague Open, Praga | Terra rossa | Natalija Medvedjeva  | 3-6, 2-6      |
| 3.     | 13 febbraio 1994 | Generali Ladies Linz, Linz | Sintetico   | Sabine Appelmans     | 1-6, 6-4, 6-7 |

### Doppio

#### Vittorie (1)
| Numero | Anno          | Torneo                 | Superficie | Compagna          | Avversarie in finale         | Punteggio |
| 1.     | 9 agosto 1998 | Istanbul Cup, Istanbul | Cemento    | Laurence Courtois | Åsa Svensson Florencia Labat | 6-0, 6-2  |

#### Finali perse (2)
| Numero | Anno            | Torneo                                       | Superficie  | Compagna          | Avversarie in finale                 | Punteggio |
| 1.     | 27 luglio 1997  | Warsaw Open, Varsavia                        | Terra rossa | Catherine Barclay | Ruxandra Dragomir Inés Gorrochategui | 4-6, 0-6  |
| 2.     | 26 ottobre 1997 | Fortis Championships Luxembourg, Lussemburgo | Sintetico   | Laurence Courtois | Larisa Savchenko Helena Suková       | 2-6, 4-6  |

### Risultati in progressione
| Sigla | Risultato               |
| ----- | ----------------------- |
| V     | Vincitore               |
| F     | Finalista               |
| SF    | Semifinalista           |
| O     | Oro olimpico            |
| A     | Argento olimpico        |
| SF    | Bronzo olimpico         |
| QF    | Quarti di Finale        |
| 4T    | Quarto turno            |
| 3T    | Terzo turno             |
| 2T    | Secondo turno           |
| 1T    | Primo turno             |
| RR    | Round Robin             |
| LQ    | Turno di qualificazione |
| A     | Assente                 |
| ND    | Non disputato           |

| Legenda superfici    |
| -------------------- |
| Cemento              |
| Terra battuta        |
| Erba                 |
| Superficie variabile |

#### Singolare nei tornei del Grande Slam
| Torneo          | 1992 | 1993 | 1994 | 1995 | 1996 | 1997 | 1998 | 1999 | 2000 |
| --------------- | ---- | ---- | ---- | ---- | ---- | ---- | ---- | ---- | ---- |
| Australian Open | 1T   | 3T   | A    | 3T   | A    | A    | 1T   | A    | A    |
| Open di Francia | 1T   | 1T   | 2T   | 2T   | A    | 3T   | 2T   | A    | 2T   |
| Wimbledon       | 1T   | A    | 2T   | 2T   | A    | A    | 1T   | A    | A    |
| US Open         | 1T   | 2T   | A    | A    | A    | 2T   | 1T   | A    | A    |

#### Doppio nei tornei del Grande Slam
| Torneo          | 1992 | 1993 | 1994 | 1995 | 1996 | 1997 | 1998 | 1999 | 2000 |
| --------------- | ---- | ---- | ---- | ---- | ---- | ---- | ---- | ---- | ---- |
| Australian Open | 2T   | 1T   | A    | 2T   | A    | A    | 1T   | A    | A    |
| Open di Francia | 1T   | A    | 1T   | 1T   | A    | 2T   | 3T   | A    | 1T   |
| Wimbledon       | 1T   | A    | 1T   | 2T   | A    | A    | 2T   | A    | A    |
| US Open         | A    | A    | A    | A    | A    | 2T   | 2T   | A    | A    |

#### Doppio misto nei tornei del Grande Slam
Nessuna partecipazione